# Hyphoderma litschaueri
Hyphoderma litschaueri ist eine Ständerpilzart aus der Familie der Fältlingsverwandten (Meruliaceae). Sie besitzt teppichartige, membranöse Fruchtkörper von weißlicher Farbe aus und wächst auf Totholz von Laubbäumen. Die Art ist in weiten Teilen der Holarktis verbreitet.

## Merkmale

### Makroskopische Merkmale
Hyphoderma litschaueri besitzt für die Gattung Hyphoderma typische, resupinate, membranös-wachsartige Fruchtkörper. Sie sind weißlich bis cremefarben. Ihr Hymenium ist unter dem bloßen Auge glatt, lässt unter der Lupe aber Poren erkennen.

### Mikroskopische Merkmale
Wie bei allen Hyphoderma-Arten ist die Hyphenstruktur von Hyphoderma litschaueri monomitisch, weist also nur generative Hyphen auf. Die 3–4 µm breiten Hyphen sind hyalin, dick- oder dünnwandig und stark verzweigt, die Septen weisen stets Schnallen auf. Die Zystiden sind zylindrisch bis perlschnurförmig. Sie sind nicht inkrustiert und werden rund 60–100 × 6–8 µm groß. Die Basidien der Art sind keulen- bis annähernd urnenförmig, besitzen vier Sterigmata und messen 25–30 × 5–6 µm. An der Basis besitzen sie eine Schnalle. Ihre Sporen sind subzylindrisch und leicht gebogen, hyalin und dünnwandig. Sie messen 9–12 × 3–4 µm und besitzen stets einen Fortsatz (Apiculus).

## Verbreitung
Die bekannte Verbreitung der Art umfasst weite Teile der Holarktis, sie gilt jedoch überall als selten oder wenig häufig.

## Ökologie
Hyphoderma litschaueri wächst auf morschem Totholz von Laubbäumen. Typische Substrate sind untere anderem Äpfel (Malus spp.), Kastanien (Castanea spp.) und Erlen (Alnus spp.).